# Filchnerella micropenna
Filchnerella micropenna är en insektsart som beskrevs av Zheng och Xi 1985. Filchnerella micropenna ingår i släktet Filchnerella och familjen Pamphagidae. Inga underarter finns listade i Catalogue of Life.